# 女 (映画)
『女』（おんな）は、1948年4月2日に日本で公開された映画。

## ストーリー
一度は愛し合った女を東京から故郷の浜松に連れて帰って再起したい男（小沢栄太郎）と、この男に見切りをつけた女（水戸光子）との別れ話。
真鶴や熱海の町の様子、東海道本線の旅客列車を牽引するEF15型電気機関車など、1948年当時の風景も随所に。

## スタッフ
- 監督・脚本：木下惠介
- 製作：小倉武志
- 撮影：楠田浩之
- 音楽：木下忠司
- 録音：大村三郎
- 照明：豊島良三
- 美術：平高主計
- 編集：杉原よし
- 衣裳：林栄吉
- 装置：斉藤竹次郎
- 結髪：並島弘子
- 現像：中原義雄
- 焼付：関口良郎
- 普通写真：篠崎尚勝
- 特殊撮影：川上景司
- 字幕：藤岡秀三郎
- 撮影事務：田尻丈夫
- 経理担当：土屋建樹
- 進行：磯聖利七郎
- 振付：縣洋二

## キャスト
- 敏子：水戸光子
- 町田正：小沢栄太郎